# Tamazight de Sokna
Pour les articles homonymes, voir Tamazight (homonymie).
Le tamazight de Sokna (en amazigh : tasuknit) est une langue berbère de l'Est vraisemblablement éteinte qui était parlée dans la ville de Sokna (Isuknen) et le village de Fuqaha dans le nord-est de Fezzan en Libye . Selon Václav Blažek (1999), le tamazight de Sokna était également parlé dans l'oasis de Tmessa.
Les matériaux les plus complets et les plus récents à ce sujet sont ceux de Sarnelli (1924)  pour Sokna et Paradisi (1963)  pour El-Fogaha. Les deux articles rapportent que la langue n'était parlée que par une poignée de personnes âgées à l'époque, de sorte qu'elle est généralement présumée éteinte.
Aikhenvald & Militarev (1984) et Blench (2006) considèrent le Sokna et le Fezzan comme des langues distinctes. Blench répertorie Tmessa et Al-Foqaha comme dialectes du Fezzan.

## Cause de l'extinction en cours
Les berbérophones et les langues berbères de Libye ont fait face à une oppression sévère pendant la période de Mouammar Kadhafi, qui a probablement été la cause de la disparition ou l'extinction en cours de certaines variétés telles que le tamazight de Sokna et la mise en danger d'autres variantes, dont  le tamazight d'Awjila et de Ghadames (tamazight ghadamsien). L'utilisation des langues amazighes était interdite sous Kadhafi, qui a complètement nié l'existence du peuple amazigh, disant : « Appelez-vous comme vous voulez à l'intérieur de vos maisons - Berbères, enfants de Satan, peu importe - mais vous n'êtes que Libyens quand vous quittez vos maisons ». Il a ciblé à plusieurs reprises des militants des droits des Amazighs (y compris des linguistes de l'étranger), auxquels on peut attribuer le manque d'informations actuelles et à jour sur les langues berbères libyennes et le contenu relativement limité disponible, même en arabe, sur Internet (par opposition aux ressources importantes trouvées sur les variétés amazighes marocaines et algériennes).